# Јерли Талиновац
Јерли Талиновац (алб. Talinoci i Jerlive) је насељено место у општини Урошевац, на Косову и Метохији. Према попису становништва из 2011. у насељу је живело 3.428 становника.

## Положај
Налази се северно од Урошевца, на Талиновачком (Паун) пољу, на коме се некада налазио један од двораца Немањића.

## Становништво
Према званичним пописима, Јерли Талиновац је имао следећи етнички састав становништва:
| Националност | 2011.          | 1981.        |
| Албанци      | 3.421 (99,80%) | 722 (99,31%) |
| Муслимани    | 2 (0,06%)      | 3 (0,41%)    |
| Црногорци    | -              | 2 (0,28%)    |
| Срби         | 1 (0,03%)      | -            |
| остали       | 4 (0,11%)      | -            |
| Укупно       | 3.428          | 727          |

| Демографија | Демографија | Демографија |
| Година      | Становника  | Становника  |
| ----------- | ----------- | ----------- |
| 1948.       | 290         |             |
| 1953.       | 309         |             |
| 1961.       | 387         |             |
| 1971.       | 505         |             |
| 1981.       | 727         |             |
| 1991.       | 883         |             |
| 2011.       | 3.428       |             |